# Killing Birds
Killing Birds (Originaltitel: Killing birds – uccelli assassini, deutscher Alternativtitel: Killing Birds – Raptors) ist ein italienischer Horrorfilm aus dem Jahr 1988. Die Regie wird Claudio Lattanzi zugeschrieben; wahrscheinlich jedoch führte Produzent und Kameramann Joe D’Amato auch selbst Regie.

## Handlung
Der Ornithologe und Dozent Dr. Fred Brown findet bei seiner Heimkehr aus Vietnam, wo er als 1st Lieutenant stationiert war, seine Frau mit einem Liebhaber im Bett. Kaltblütig schneidet er seinem schlafenden Nebenbuhler die Kehle durch. Gleiches Schicksal widerfährt seiner Frau, wie auch einem verwandten älteren Paar, das zufällig auf einen Besuch vorbeikommt; lediglich sein Neugeborener Steve wird verschont. Nach jener Bluttat verwischt der Kriegsveteran seine Spuren, als ihn plötzlich ein Greifvogel am Kopf attackiert. Bei diesem Vorfall verliert er seine Sehkraft.
20 Jahre später unternimmt eine siebenköpfige Gruppe Studenten unter der Leitung des nichtsahnenden Steven Porters eine von der Fakultät finanzierte Forschungsreise auf der Suche nach dem fast ausgestorbenen Elfenbeinspecht, um darüber eine Ausarbeitung zu verfassen. Ihre Expedition starten sie mit dem Besuch Dr. Browns, da er als einer der Letzten gilt, der ein lebendiges Exemplar der schützenswerten Spezies gesehen hat. Der blinde Wissenschaftler übergibt Steve und Anne, einer Reporterin der Uni-Zeitung, seine alten Aufzeichnungen, die die Gruppe schließlich in ein abgelegenes Waldgebiet führt, wo sie ein verlassenes Haus vorfinden und kurzfristig übernachten. Das ehrwürdige Gebäude ist das verfallende Anwesen der Browns und Schauplatz des blutigen Verbrechens.
Im Haus mehren sich zum Teil blutige Visionen unter den Studenten, denen man jedoch anfangs keine Bedeutung beimisst. In der Abenddämmerung tauchen dann aber blutgierige, wandelnde Kreaturen aus einem benachbarten Sumpf auf und töten einige der Nachwuchswissenschaftler. Die schrecklichen Ereignisse lösen anfänglich Bestürzung, dann aber Hysterie und regelrechte Panik aus – eine Flucht ist aber wegen eines dichten Nebels nicht möglich. Die verbliebenen jungen Leute verschanzen sich im Haus, doch auch hier gibt es kein Entrinnen vor den angreifenden Untoten. 
Den nächsten Morgen überleben bloß Anna und Steve, als plötzlich der blinde Dr. Brown aus dem Nichts auftaucht und sich als Vater von Steve offenbart. Ungeachtet der möglichen Gefahren, das Haus ist plötzlich von einer Vielzahl Vögeln umzingelt, opfert sich Fred am Ende des Films seinem unvermeidbaren Schicksal – der Rache der Vögel für seine lang zurückliegende Blutorgie. In der letzten Szene des Films sieht man wie Anna und Steve unbeschadet das Anwesen verlassen, als sie die Schreie des Vogelkundlers hören.

## Entstehungsgeschichte
Ursprünglich sollte Michele Soavi Regie führen, doch bekam dieser dann das Angebot, für Dario Argento den Horror-Schocker The Church zu drehen. Daher gab der Produzent Joe D’Amato die Dialogregie an Soavis Assistenten Claudio Lattanzi weiter, er selbst kümmerte sich um die Spezialeffekte.

## Kritiken
„Dürftig erfundenes und schwächlich erzähltes Horrorgeschichtchen.“